# 비앙카 모블리
비앙카 모블리(Bianca Mobley, 1989년 3월 20일 ~ )는 미국 출신으로, 미국인 아버지와 한국인 어머니 사이에서 태어났다. 현재 그녀의 어머니는 뉴욕 경찰(NYPD) 109서에 근무 중이다. 연세대학교 비교문학과에 재학 중이며 2008년 미녀들의 수다 70회에 첫 등장하였고, 비앙카 모블리의 외할머니의 영향으로 경상도 방언을 능숙하게 구사하는 것으로 화제가 되었다. 2008년 야후 거기걸스 7기로 활약한 바 있으며 미녀들의 수다 패널인 따루 살미넨과 구잘 투르수노바와 함께 자일리톨 CF를 같이 촬영하기도 하였다. 2013년 가수 다니엘로부터 대마초를 공급받아 4회에 걸쳐 흡연한 혐의로 불구속 기소돼 재판을 받던 중 출국금지조치가 내려지기 전 미국으로 도피하였다.

## 출연작

### 방송
- 미녀들의 수다 (2008년~2010년, KBS2)
- 쾌적한국 미수다 (2010년, KBS1)
- 그린 코리아 2030 (2010년, KBS1)
- 숫자쇼! No.5 (2012년, MBN)

### 영화
- 조지와 봉식 (2011년)

### M/V
- UV - 이태원 프리덤 (2011년)

### 홍보
- 2010년 경주관광르네상스 한국관광서포터즈
- 2011년 인천 문화관광 홍보대사

### 광고
- 2008년 롯데제과 자일리톨 (따루 살미넨, 구잘 투르수노바와 함께 출연)

## 사건
2013년 3월 13일 비앙카는 대마초 흡연 혐의로 불구속 입건 되었다.
4월 30일 열린 1차 공판에 이어 5월 9일 2차 공판, 6월 4일 3차 공판 세 차례나 불출석해서 구속영장이 발부되었다. 비앙카 측 변호인은 건강상의 문제로 불참했다고 밝힌 바 있다. 6월 7일 비앙카는 2개월전 미국으로 도피한 사실이 뒤 늦게 알려졌다.

## 같이 보기
- 후지타 사유리
- 아키바 리에
- 브로닌 멀렌
- 에바 포피엘
- 폴리나 리피나
- 따루 살미넨